# Département de Susques
Le département de Susques est une des 16 subdivisions de la province de Jujuy, en Argentine. Son chef-lieu est la pittoresque petite ville de Susques, perchée à 3 500 mètres d'altitude.
Le département a une superficie est de 9 199 km2. Sa population s'élevait à 3 628 habitants en 2001.
En 1943, la province reçut ce territoire à la suite de la dissolution du Gouvernement des Andes.
Dans ce département se trouve le col andin dit Paso de Jama, devenu une importante voie de communication vers le Chili depuis l'ouverture de la nouvelle route nationale 52 qui y aboutit, en 2005.

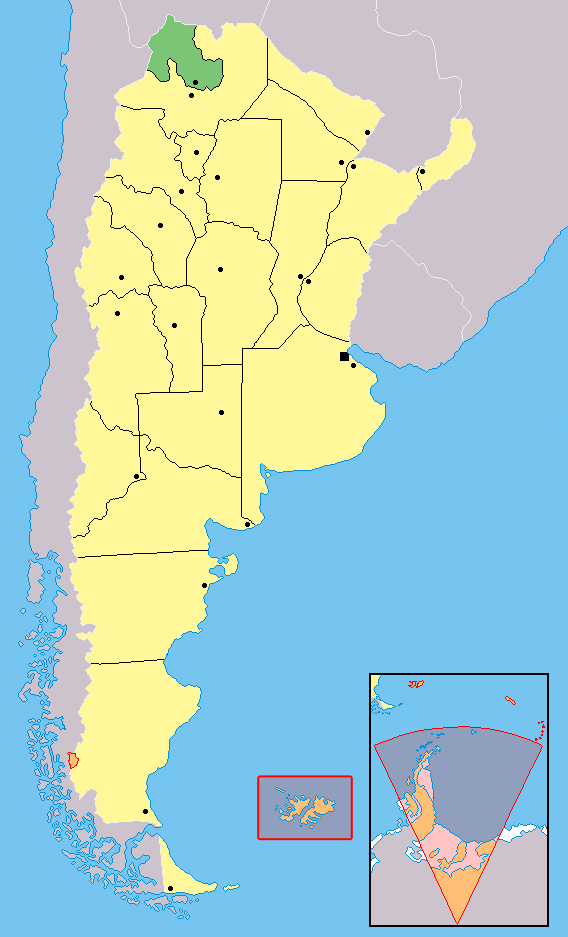
Localisation de la province de Jujuy en Argentine.

## Villes et localités
- Cauchari
- Coranzulí
- Susques, chef-lieu.